# 张世昌
张世昌（1989年10月7日—），中国足球运动员，司职守门员，他以出众的身体协调性和体质，以及火爆的性格闻名。

## 职业生涯
张世昌在天津火车头效力时，就已作为国少队成员入选过贾秀全带领的国青集训队，被评价为同年龄段“身体条件最好的门将”。2007年1月他就曾经去前往葡萄牙球队本菲卡试训，在1个月的时间内，出色的表现打动了本菲卡队青年队教练，可是由于年龄原因并没有与张世昌签约，同年7月张世昌又与青岛海利丰的张超以及杭州三超的宋志伟一起前往葡萄牙试训，张世昌来到了波尔图，随后又去了葡超中游球队比兰伦斯，但都未能成功签约，返回天津火车头效力。2008年张世昌被贾秀全执教的河南建业罗致。但张世昌在河南建业只担任替补，没有取得多少上场机会。2009年中超最后一轮作客深圳，因曾诚的不冷静举动被罚下才意外在中超完成一次出场，仓促上阵之下没能挽救少打一人的河南建业避免1比3落败。2010年张世昌因伤错失赛季中球队出现伤病导致的门慌机会。2011年性格火爆的张世昌在再度在作客深圳队（实是在当时的临时主场惠州）的赛事中＂出彩＂，在场边热身时与看台谁的球迷发生小冲突。
2012年张世昌与河南建业的队友于乐、凌思浩一同加盟颇有缘分的深圳红钻。其中张世昌的转会费官方号称达到400万元，是深圳队在近七年转会费最高的一笔引援，但实际转会费约为数十万。3月17日，张世昌在深圳红钻客场1比0击败北京八喜的比赛中首发登场，第一次代表深圳红钻在正式比赛亮相。当季与原国奥队友张迅伟继续师从在河南和国奥的门将教练哈威，竞争主力互有出场。
2013年张世昌开局不顺，先是在首轮对湖北华凯尔的赛季首战中出击犹豫导致失球落后，后又一度遭遇被广东日之泉攻入四球的危局。但在客场对北京八喜的比赛中及时恢复季前苦练练就的上佳状态，以多次精彩扑救助深圳队取得特鲁西埃时代少有的一场客场胜利，一举扭转球队颓势，并为之后的七连胜打下铺垫。作客延边的比赛前，训练状态不佳的张世昌被特鲁西埃暂时剥夺赛季初以来的主力位置，后又在作客石家庄的比赛中在替补席上指责裁判招致无谓黄牌停赛，在作客广东日之泉的冲超关键战中出现低级失误失球，起伏严重，赛季末方才恢复。
2014年2月27日转会加盟中超球队广州富力。2017年2月，中乙球队四川隆发官方宣布正式与张世昌签约5年。